# Chiesa cattolica in Brunei
La Chiesa cattolica nel Brunei è parte della Chiesa Cattolica universale, sotto la guida spirituale del Papa e della Santa Sede.

## Storia
Il primo missionario che visitò il Borneo fu il beato Odorico da Pordenone nel 1325. Tuttavia l'evangelizzazione cominciò solo con missionari spagnoli e italiani tra XVI e XVII secolo.
Una comunità cattolica in Brunei si sviluppò dagli inizi del XX secolo. La prima circoscrizione ecclesiastica venne eretta il 21 novembre 1997 come prefettura apostolica, scorporando il territorio del sultanato dalla diocesi di Miri, in Malaysia. Il 20 ottobre 2004 la prefettura apostolica è stata elevata a vicariato apostolico.

## Statistiche
Nel 2020 contava 3 parrocchie e circa 16.957 fedeli, su un'area di più di 5.800 km² che comprende l'intero paese. I cattolici formano una minoranza di circa il 3,7% della popolazione, assistiti da 3 preti diocesani.

## Delegazione apostolica

### Delegati apostolici
- Renato Raffaele Martino (1983 - 3 dicembre 1986 nominato osservatore permanente della Santa Sede presso l'Organizzazione delle Nazioni Unite)
- Alberto Tricarico (28 febbraio 1987 - 26 luglio 1993 ritirato)
- Luigi Bressan (26 luglio 1993 - 25 marzo 1999 nominato arcivescovo di Trento)
- Adriano Bernardini (24 luglio 1999 - 26 aprile 2003 nominato nunzio apostolico in Argentina)
- Salvatore Pennacchio (20 settembre 2003 - 8 maggio 2010 nominato nunzio apostolico in India)
- Leopoldo Girelli (13 gennaio 2011 - 16 gennaio 2013 dimesso)
- Joseph Salvador Marino (16 gennaio 2013 - 11 ottobre 2019 nominato presidente della Pontificia accademia ecclesiastica)
- Wojciech Załuski, dal 29 settembre 2020

## Conferenza episcopale
Il Brunei non ha una Conferenza episcopale propria, ma l'episcopato locale è parte della Conferenza dei vescovi cattolici di Malesia, Singapore e Brunei (Catholic Bishops' Conference of Malaysia, Singapore and Brunei).
Elenco dei Presidenti della Conferenza episcopale:
- Arcivescovo Michel Olçomendy, M.E.P. (1964 - 1969)
- Vescovo Anthony Denis Galvin, M.H.M. (1969 - 1976)
- Arcivescovo Peter Chung Hoan Ting (1976 - 1979)
- Arcivescovo Gregory Yong Sooi Ngean (1980 - 1987)
- Arcivescovo Anthony Soter Fernandez (1997 - 1990)
- Arcivescovo Gregory Yong Sooi Ngean (1990 - 1994)
- Arcivescovo Peter Chung Hoan Ting (1994 - 2000)
- Arcivescovo Anthony Soter Fernandez (2000 - 2003)
- Arcivescovo Nicholas Chia Yeck Joo (agosto 2003 - febbraio 2007)
- Arcivescovo Murphy Nicholas Xavier Pakiam (febbraio 2007 - 1º gennaio 2011)
- Vescovo Paul Tan Chee Ing, S.I. (1º gennaio 2011 - agosto 2012)
- Arcivescovo John Ha Tiong Hock (1º gennaio 2013 - 1º gennaio 2017)
- Vescovo Sebastian Francis (1º gennaio 2017 - 1º settembre 2023)
- Arcivescovo Julian Leow Beng Kim, dal 1º settembre 2023

Elenco dei Vicepresidenti della Conferenza episcopale:
- Arcivescovo Murphy Nicholas Xavier Pakiam, dall'agosto 2012
- Vescovo Sebastian Francis (1º gennaio 2015 - 1º gennaio 2017)
- Cardinale Cornelius Sim (1º gennaio 2017 - 29 maggio 2021)
- Cardinale William Goh Seng Chye, dal 2021

Elenco dei Segretari generali della Conferenza episcopale:
- Presbitero Michael Teng (gennaio 2011 - 2014)
- Vescovo Cornelius Sim (1º gennaio 2015 - 1º gennaio 2017)
- Arcivescovo William Goh Seng Chye (1º gennaio 2017 - 2021)
- Vescovo Richard Ng, dal 2021